# Hom-Funktor
In der Kategorientheorie bezeichnet {\displaystyle \operatorname {Hom} _{C}(A,B)} (oder einfach {\displaystyle \operatorname {Hom} (A,B)}, wenn der Bezug zur Kategorie klar ist, oder auch {\displaystyle \operatorname {Mor} _{C}(A,B)} oder {\displaystyle C(A,B)}) die Menge der Homomorphismen (oder Morphismen) von einem Objekt {\displaystyle A} zu einem Objekt {\displaystyle B} einer Kategorie {\displaystyle C} und zählt somit zu den grundlegenden Daten einer Kategorie. Die jeweilige Abbildung {\displaystyle \operatorname {Hom} _{C}} ist der Hom-Funktor zu der Kategorie {\displaystyle C}.
Wenn beispielsweise die Objekte der Kategorie aus „Mengen mit zusätzlichen Eigenschaften“ bestehen (z. B. Gruppen, topologische Räume), so sind die zugehörigen Morphismen im Allgemeinen genau die mit diesen Eigenschaften verträglichen Abbildungen (zum Beispiel Gruppenhomomorphismen, stetige Abbildungen).

## Hom als Funktor
Man kann {\displaystyle \operatorname {Hom} } jedoch auch auffassen als Abbildung, die jedem Paar {\displaystyle (A,B)} von {\displaystyle C}-Objekten eine Menge {\displaystyle \operatorname {Hom} (A,B)} zuordnet.
Man hat jedoch noch mehr: Ist {\displaystyle f\colon A'\to A} ein {\displaystyle C}-Morphismus, also ein Element von {\displaystyle \operatorname {Hom} (A',A)}, so kann man jedem {\displaystyle h\in \operatorname {Hom} (A,B)} den Homomorphismus {\displaystyle h\circ f\in \operatorname {Hom} (A',B)} zuordnen und erhält so eine Abbildung
{\displaystyle \operatorname {Hom} (f,B)\colon \operatorname {Hom} (A,B)\to \operatorname {Hom} (A',B).}
Ebenso erhält man zu einem Homomorphismus {\displaystyle g\in \operatorname {Hom} (B,B')} eine Abbildung
{\displaystyle \operatorname {Hom} (A,g)\colon \operatorname {Hom} (A,B)\to \operatorname {Hom} (A,B'),}
indem man {\displaystyle h} auf {\displaystyle g\circ h} abbildet.
Kombiniert erhält man eine Abbildung
{\displaystyle \operatorname {Hom} (f,g)\colon \operatorname {Hom} (A,B)\to \operatorname {Hom} (A',B').}
Man verifiziert leicht die folgenden Eigenschaften:
- {\displaystyle \operatorname {Hom} (\operatorname {id} _{A},\operatorname {id} _{B})=\operatorname {id} _{\operatorname {Hom} (A,B)}}, wobei {\displaystyle \operatorname {id} _{A}} usw. die Identität des jeweiligen Objektes bezeichnet.
- {\displaystyle \operatorname {Hom} (f,g)\circ \operatorname {Hom} (f',g')=\operatorname {Hom} (f'\circ f,g\circ g')}, soweit die Verknüpfungen definiert sind (d. h. entsprechende Definitions- und Zielbereiche übereinstimmen).

In der kategorientheoretischen Sprache kann man dies unter Verwendung der Begriffe der dualen Kategorie und der Produktkategorie so ausdrücken:
{\displaystyle \operatorname {Hom} } ist ein Funktor von {\displaystyle C^{op}\times C} in die Kategorie Set der Mengen.
Man beachte: Objekte von {\displaystyle C^{op}\times C} sind Paare {\displaystyle (A,B)} von {\displaystyle C}-Objekten, Morphismen von {\displaystyle (A,B)} nach {\displaystyle (A',B')} sind Paare {\displaystyle (f,g)} von Morphismen, wobei {\displaystyle g\in \operatorname {Hom} _{C}(B,B')} und {\displaystyle f\in \operatorname {Hom} _{C^{op}}(A,A')=\operatorname {Hom} _{C}(A',A)} ist, und es ist
{\displaystyle (f,g)\circ (f',g')=(f'\circ f,g\circ g')}, soweit definiert.
Insbesondere erhält man so zu einem festen Objekt {\displaystyle A\in \operatorname {Ob} (C)} einen kovarianten Funktor
{\displaystyle \operatorname {Hom} (A,-)} und einen kontravarianten Funktor {\displaystyle \operatorname {Hom} (-,A)} von {\displaystyle C} nach Set, die sogenannten partiellen Hom-Funktoren.

## Verträglichkeit mit Zusatzstrukturen
Im Allgemeinen ist {\displaystyle \operatorname {Hom} (A,B)} lediglich eine Menge (falls die Kategorie lokal klein ist) und trägt selbst nicht automatisch eine zusätzliche Struktur, abgesehen etwa davon, dass die Endomorphismen {\displaystyle \operatorname {End} (A):=\operatorname {Hom} (A,A)} unter Komposition ein Monoid mit {\displaystyle \operatorname {id} _{A}} als neutralem Element bilden.
Sind jedoch beispielsweise die Objekte von {\displaystyle {\mathcal {C}}} abelsche Gruppen oder {\displaystyle R}-Moduln für einen Ring {\displaystyle R}, so können Homomorphismen punktweise addiert und/oder mit Elementen aus {\displaystyle R} multipliziert werden, und somit bildet {\displaystyle \operatorname {Hom} _{\mathcal {C}}(A,B)} dann selbst eine abelsche Gruppe bzw. einen {\displaystyle R}-Modul.
Man überprüft dann unmittelbar, dass die oben definierten Zuordnungen hiermit verträglich sind und dass somit {\displaystyle \operatorname {Hom} } in diesen Fällen sogar als Funktor in die Kategorie Ab der abelschen Gruppen bzw. die Kategorie {\displaystyle R}-Mod der {\displaystyle R}-Moduln aufgefasst werden kann.
Je nach betrachteter Kategorie {\displaystyle {\mathcal {C}}} sind weitere solche Zusatzstrukturen auf {\displaystyle \operatorname {Hom} (A,B)} möglich. Das heißt, {\displaystyle \operatorname {Hom} (A,B)} wird als Objekt einer Kategorie, die nicht unbedingt die Kategorie der Mengen ist, aufgefasst. Allgemein spricht man von einer über einer Kategorie {\displaystyle {\mathcal {D}}} angereicherten Kategorie (auch: {\displaystyle {\mathcal {D}}}-Kategorie), wenn der Hom-Funktor auf {\displaystyle {\mathcal {C}}} ein Funktor in die Kategorie {\displaystyle {\mathcal {D}}} ist und eine gewisse Verträglichkeit aufweist, die unterschiedlich gewählt werden kann, etwa mit einer gewählten monoidalen Struktur auf {\displaystyle {\mathcal {D}}}. Jede lokal kleine Kategorie ist über der Kategorie der Mengen mit dem kartesischen Produkt als monoidaler Struktur angereichert. Eine präadditive Kategorie ist eine über der Kategorie der abelschen Gruppen mit dem üblichen Tensorprodukt angereicherte Kategorie.
Auch über ganz simplen Kategorien, deren Objekte keine Mengen sind, kann man anreichern. Die Kategorie {\displaystyle \mathbf {2} :=\{{\stackrel {0}{\bullet }}\to {\stackrel {1}{\bullet }}\}} habe zwei Objekte und neben den Identitäten einen interessanten Pfeil zwischen den Objekten. Sie hat endliche Produkte als monoidale Struktur. Unter dieser ist eine {\displaystyle \mathbf {2} }-Kategorie eine Quasiordnung.
Die Quasiordnung {\displaystyle (\mathbb {R} ^{+},\geq )} kann mit Summen- („{\displaystyle \mathbb {R} _{+}^{+}}“)
oder Maximumsbildung („{\displaystyle \mathbb {R} _{\mathrm {max} }^{+}}“) als monoidale Struktur ausgestattet werden. Man erhält als {\displaystyle \mathbb {R} _{+}^{+}}-Kategorien verallgemeinerte metrische Räume, und als {\displaystyle \mathbb {R} _{\mathrm {max} }^{+}}-Kategorien Mengen mit verallgemeinerter Ultrametrik. (Die Verallgemeinerung besteht darin, dass Symmetrie nicht gefordert wird und Punkte mit einem Abstand von Null nicht identisch sein müssen.)

## Anwendungen
Bei der Untersuchung abelscher Kategorien spielt auch der Ext-Funktor, der abgeleitete Funktor zu Hom, eine wichtige Rolle.